# Luigi Frausin
Luigi Frausin, italijanski komunist, * 21. junij 1898, Milje, † 1. december 1944, Trst.

## Življenje in delo
Izučil se je za tesarja in se zaposlil v tržaških ladjedelnicah. Že kot mlad fant se je pridružil socialističnemu gibanju. Dejaven je bil v protifašističnih
akcijah ter bil med ustanovitelji Komunistične partije Italije (KPI) v Miljah. Da bi se leta 1926 zaradi političnega delovanja izognil aretaciji je izselil na Dunaj in nato v Luksemburg, kjer je med protifašističnimi emigranti nadaljeval s političnim delom. Iz Luksemburga se je preselil v Francijo, kjer je 1929 brez volitev postal novi član centralnega komiteja KPI. V centralnem komiteju je bil zadolžen za protifašistično delovanje v Benečiji in Furlaniji - Julijski krajini. Aprila 1931 je bil na IV. kongresu KPI izvoljen v centralni komite KPI, že pred tem pa je bil marca 1931, ko se je vrnil v Italijo, aretiran in pred posebnim sodiščem za zaščito države obsojen na 20 let zapora. Z amnestijo 1937 je bil izpuščen in nato konfiniran na Tremitsko otočje. Osvobojen je bil 18. avgusta 1943. Po vrnitvi domov je pričel reorganizirati celico KPI v Miljah po kapitulaciji italijanske vojske pa je sodeloval pri ustanavljanju italijanskih partizanskih enot, pri tem pa je veliko skrb posvetil sodelovanju z Osvobodilno fronto. Zaradi izdaje ga je gestapo avgusta 1944 aretiral. Po aretaciji je bil zaprt v tržaški Rižarni, kjer so ga strahovito mučili in usmrtili. Posmrtno je 1957 prejel zlato medaljo, najvišje italijansko vojaško odlikovanje. Njegovo ilegalno ime je bilo Franz.